# Jan Smrtka
Jan Smrtka (16. května 1854 Rychnov nad Kněžnou – 7. dubna 1899 Rychnov nad Kněžnou) byl starosta obce, starosta okresu[zdroj⁠?!] a právník.

## Život
Vystudoval rychnovské gymnázium. Po jeho ukončení studoval práva v Praze. Krátce působil v Hradci Králové a Ústí nad Orlicí. V roce 1881 se vrátil do Rychnova. V roce 1886 se stal předsedou kanceláře nově vzniklé Městské spořitelny. V témže roce se stal náměstkem obecního starosty a v roce 1891 se sám stal starostou. Funkci vykonával až do své smrti roku 1899. V letech 1891–1894 byl starostou okresu.
Zasloužil se o výstavbu rychnovsko-solnické železniční dráhy v roce 1893. Její zkratka RSMD – rychnovsko-solnická místní dráha byla vysvětlována i jinak – Rychnov Smrtkovu má dráhu. Za jeho působení byla také dokončena výstavba budovy nemocnice, zřízen sirotčinec, otevřena Odborná tkalcovská škola, vystavěn nový vodovod atd.
Za rozkvět města obdržel Řád Františka Josefa I.